# Hradisko Radslavice
Hradisko Radslavice (někdy též „Hrad Dolní Melice nebo hrad Pustiměř) leží na Drahanské vrchovině u východního okraje území obce Radslavice v těsném sousedství se silnicí spojující obce Pustiměř a Zelenou Horu.

## Historie
Z lokality byly známy četné nálezy z období eneolitu ještě před zahájením výzkumu. Během archeologického výzkumu se zde nalezly předměty z paleolitu, neolitu, eneolitu, doby bronzové i únětické kultury. Také tu byly zaznamenány nálezy zbytků keramiky, železné ostruhy a háčky ze slovanského osídlení. Po vykopávkách byly patrné široké středověké hradební zdi a základy různých staveb, postavené na starším opevnění, které bylo zničeno velkým požárem.
V první polovině 13. století získalo hradisko olomoucké biskupství a postavilo na něm kamenný hrad, který se připomíná roku 1277. Pro svoji velikost a nákladnost na údržbu byl hrad v 1. polovině 14. století opuštěn a sídlo správy zdejších statků bylo přesunuto na nově postavený hrad Melice.
Lokalita se nachází v trojúhelníku, jehož základna má 150 m. Hrad měl na svou dobu moderní systém obrany. Díky sondážím bylo zjištěno, že poloválcové věžice zajišťovaly boční postřel – flankování. V současné době zůstaly z hradu pouze výrazné terénní stopy. Jeho zbytky jsou chráněny jako kulturní památka České republiky.

## Fotogalerie

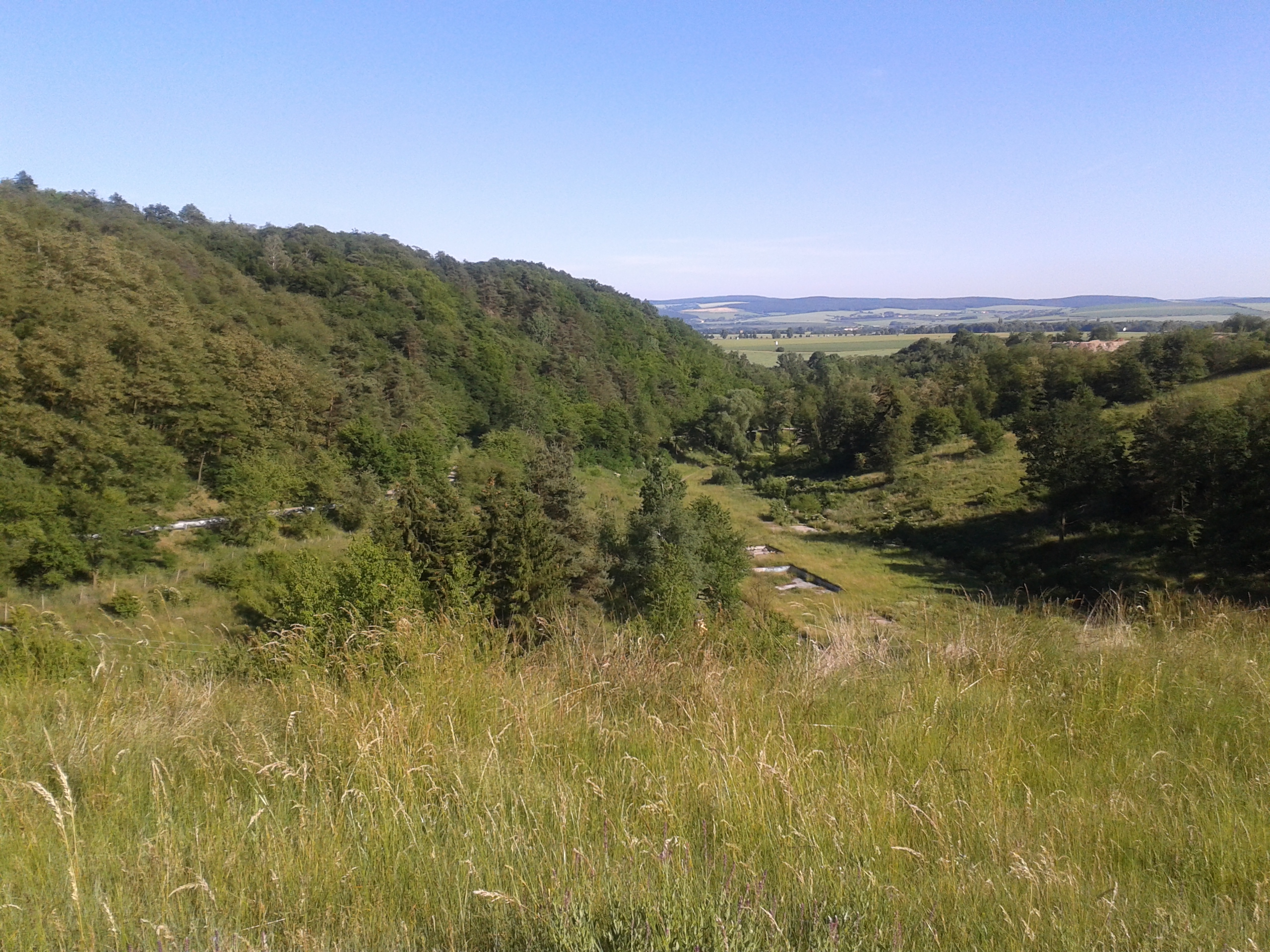
Pohled z hradiska do údolí
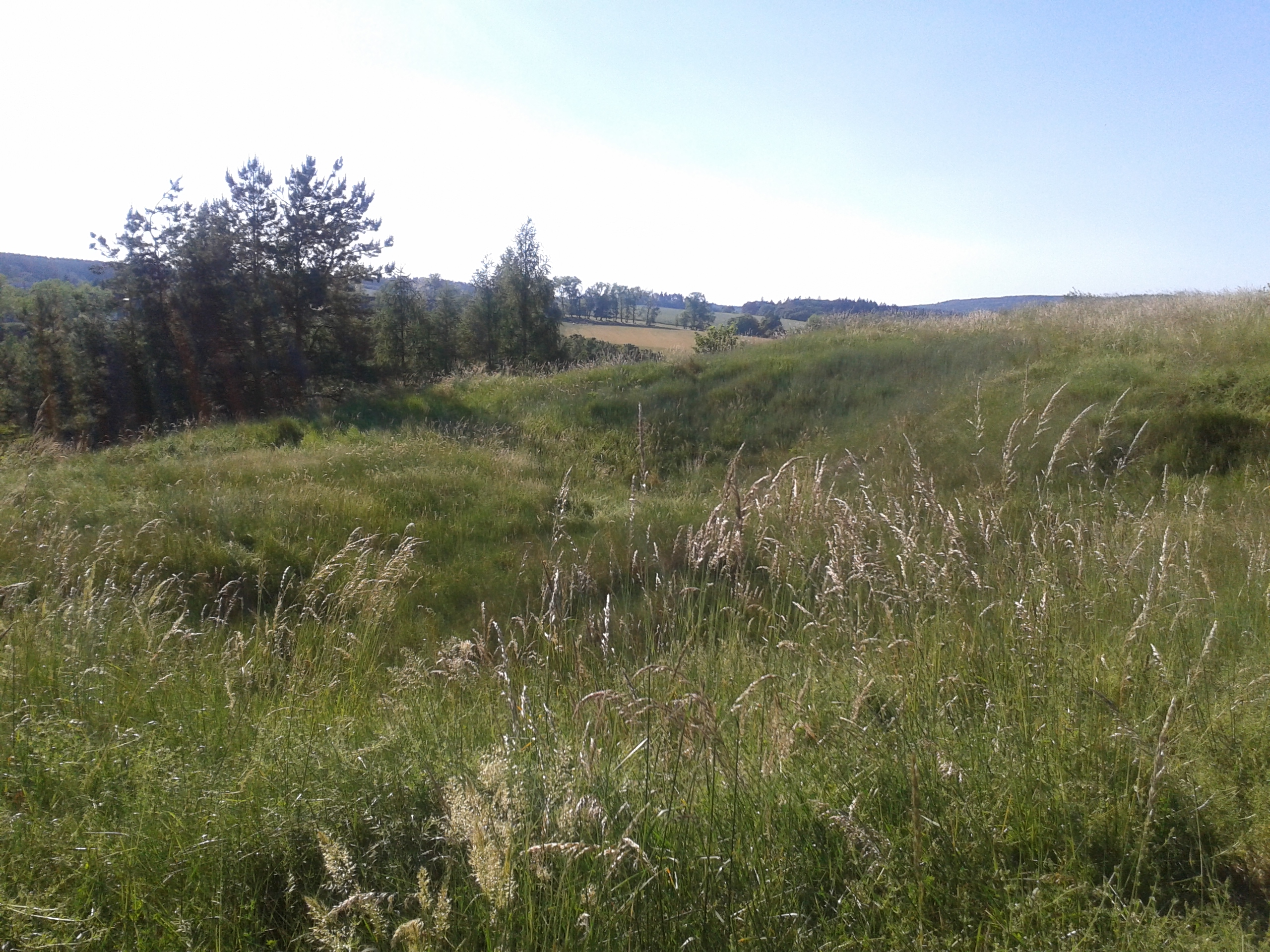
Prohlubně v trávě
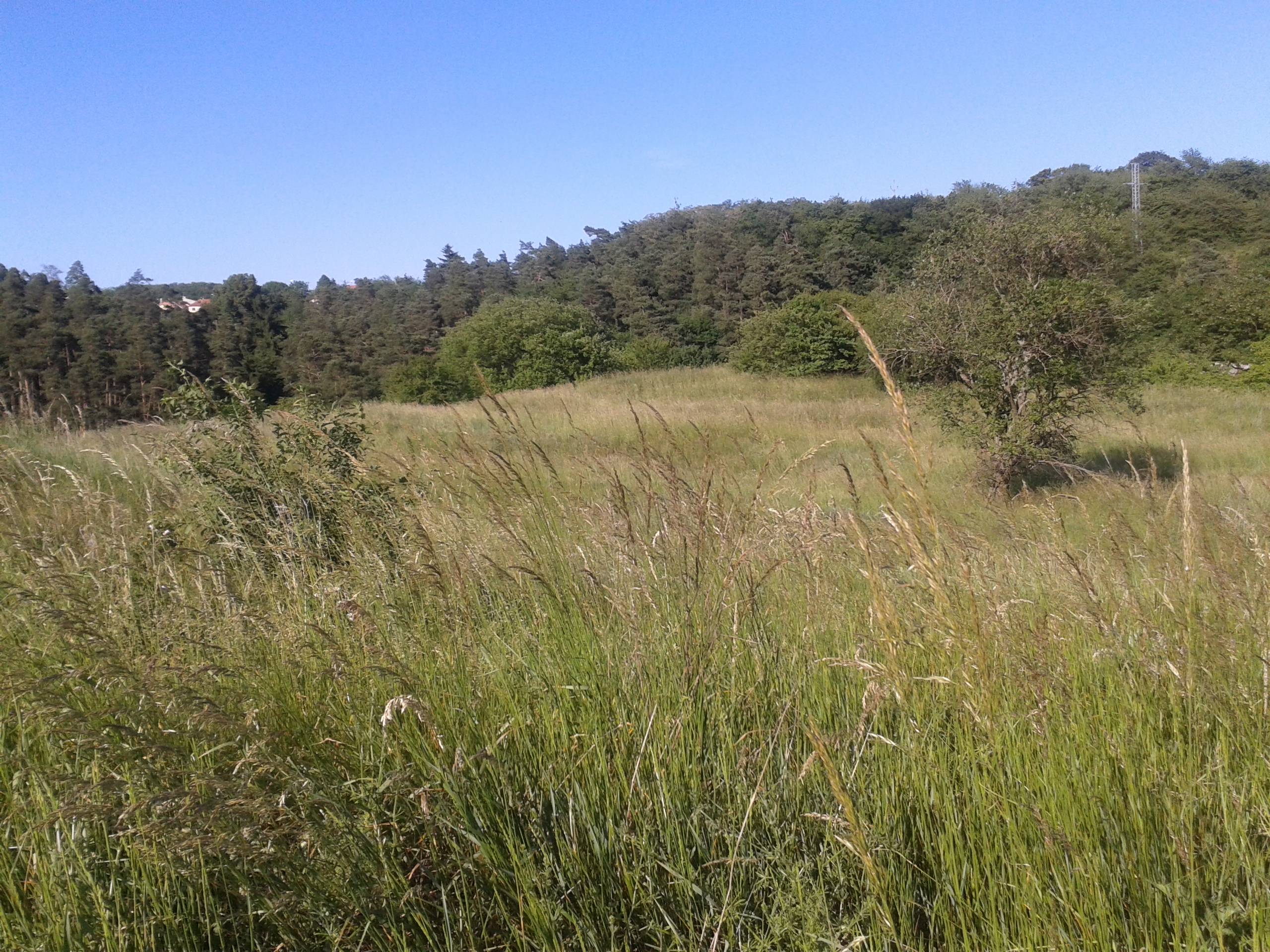
Zarostlá plošina
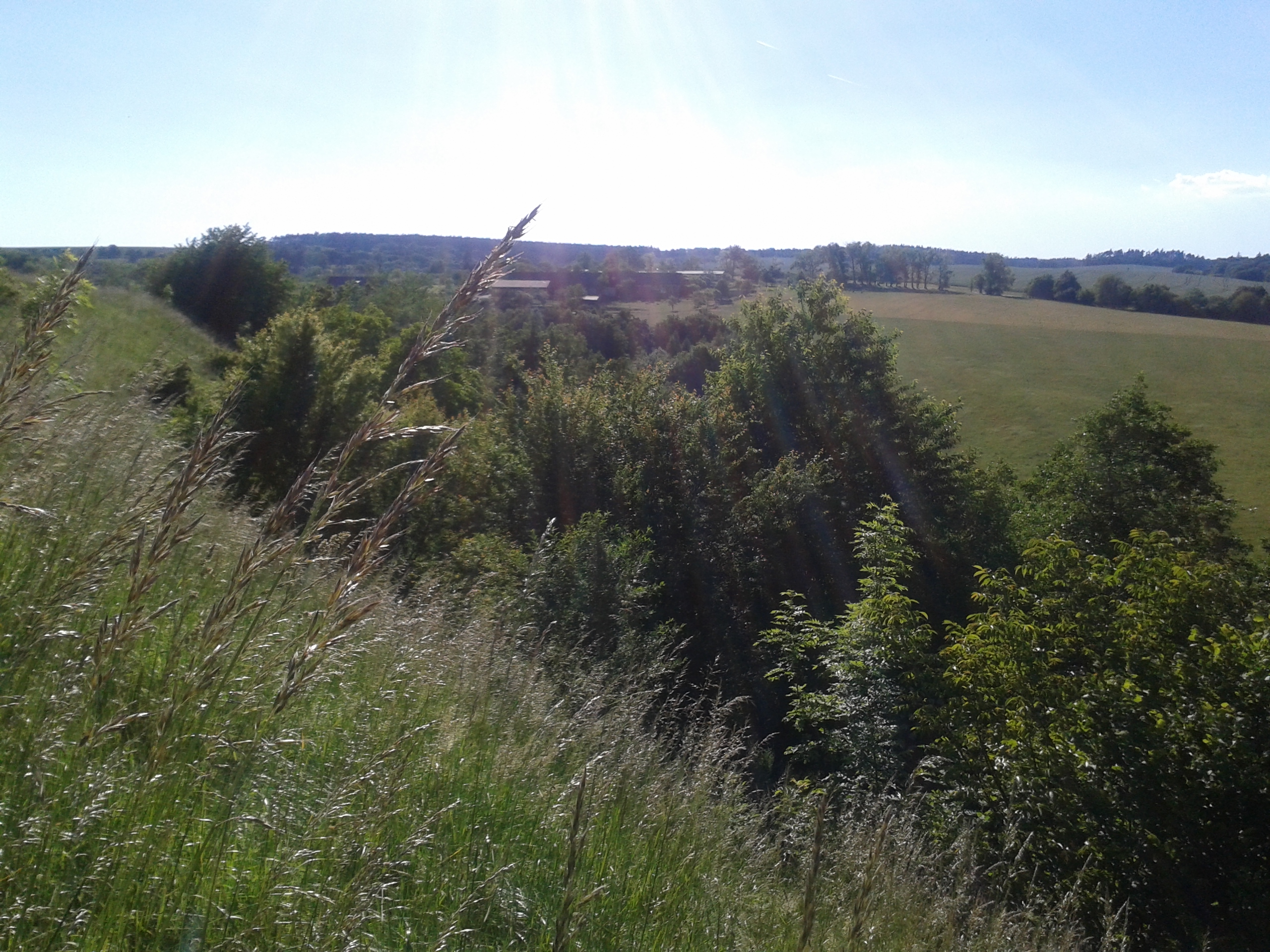
Pohled z hradiska směr Radslavice
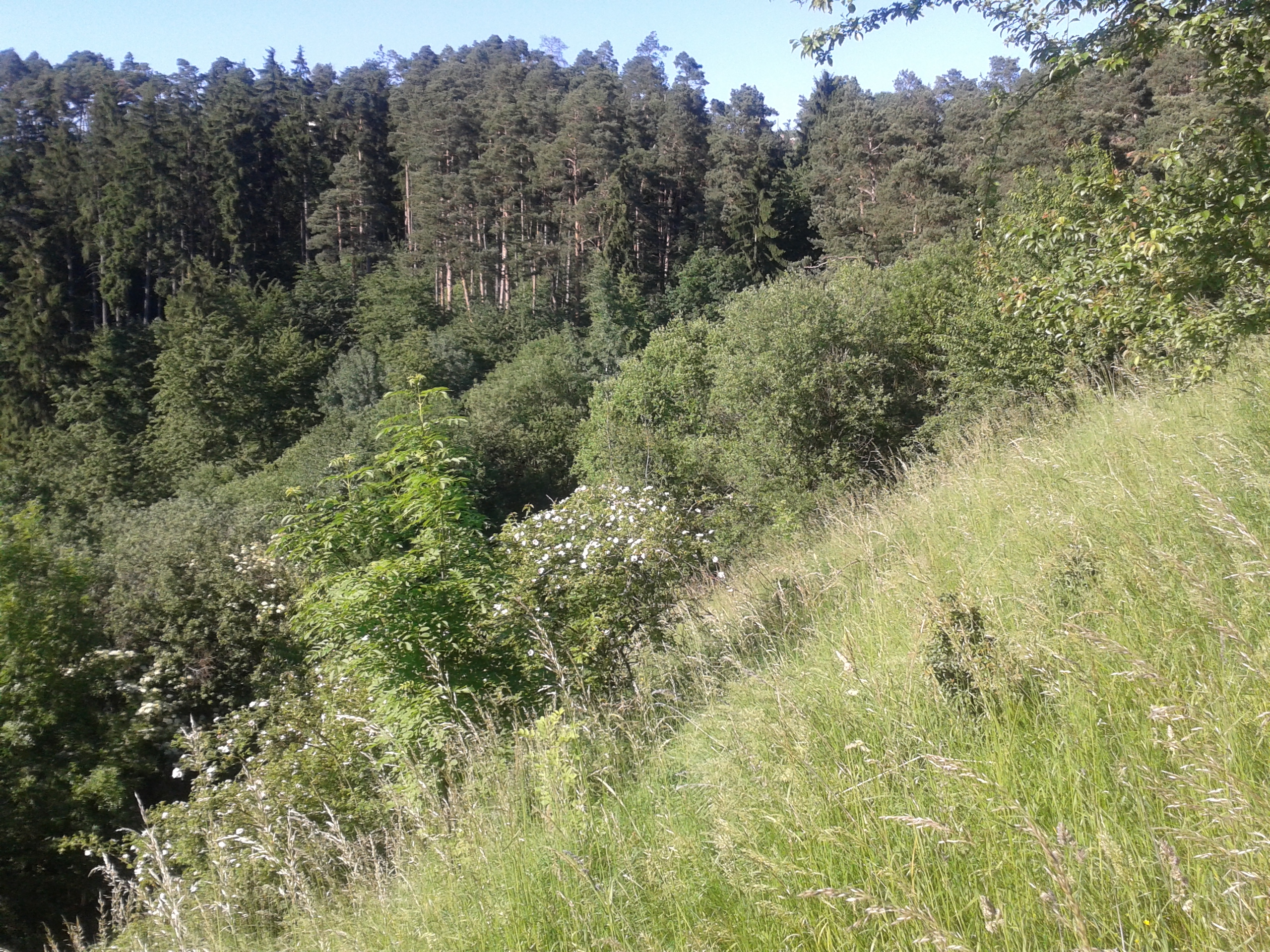
Pohled z hradiska směr Zelená Hora